# Intégration (sociologie)

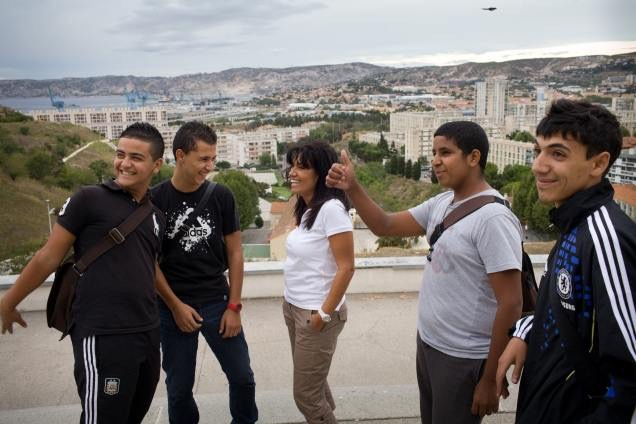
Samia Ghali avec de jeunes habitants du quartier marseillais de La Viste.

Pour les articles homonymes, voir Intégration.
 (juillet 2016).
Si vous disposez d'ouvrages ou d'articles de référence ou si vous connaissez des sites web de qualité traitant du thème abordé ici, merci de compléter l'article en donnant les références utiles à sa vérifiabilité et en les liant à la section « Notes et références ».
L'intégration, en sociologie, décrit les modes d’attachement des membres à un groupe ou à une société.
Ce concept permet de comprendre comment les sociétés parviennent à fonctionner de manière cohérente malgré la diversité des identités culturelles, ethniques, religieuses, et socio-économiques.
Dans le débat public, ce terme fait souvent référence à l'intégration des personnes immigrées ou issues de l'immigration.

## Historique
Le sociologue Émile Durkheim fut un des premiers à théoriser la notion d’intégration qu'il utilise pour caractériser « les interactions entre individus, leur conformation à un modèle uniformisé de passions et l'adoption d'idéaux semblables et de représentations communes ». L’intégration est la propriété d’une société dont les relations entre les membres sont intenses ; elle s'oppose à l’anomie, caractéristique d’une société produisant des conduites individuelles désorientées (déviance, etc.). Dans une société intégrée, diverses institutions (travail, religion, famille, etc.) placent les individus sous leur dépendance de sorte qu'ils ne peuvent disposer d'eux-mêmes à leur guise. Ainsi, les désordres causés par une société en un état d'anomie expliquent un type de suicide ; mais une société « trop » intégrée induit une autre forme de suicide, « altruiste ».
Durkheim distingue les communautés à faible division du travail où la solidarité est mécanique et les sociétés à forte division du travail (société industrielle de son temps) où la solidarité est organique. Dans le second cas, l'intégration ne peut plus être assurée par les seuls facteurs familiaux et religieux mais nécessite l’existence de l’État pour « assurer solidarité et moralité » d'une société. Les thèses de Durkheim apparaissent dans un contexte de construction de l’État-providence en France (lois de protection des travailleurs, développement de l’enseignement public gratuit, etc.) et ont contribué à légitimer l’idéologie laïque et républicaine.
Dès les années 1960, de nombreux courants sociologiques rejettent ou dépassent le modèle théorique de l’intégration durkheimienne : les sociologues néo-marxistes réfutent le rôle de régulateur de l’État dans un contexte de lutte des classes dans la mesure où l’État penche selon eux toujours du côté des possédants capitalistes. Alain Touraine et sa sociologie actionnaliste étendent la question de l’intégration aux questions débordant les notions de classe (femmes, homosexuels, etc.). Michel Foucault et les penseurs du CERFI interrogent la notion d‘intégration durkheimienne, en dénonçant la fonction répressive de normalisation et de contrôle social exercé par les institutions (école, famille, etc.).

## Usages contemporains
Plusieurs courants de pensée contemporains ont proposé une approche renouvelée de la notion d’intégration, l’associant à celle du lien social et de la citoyenneté, parfois en lien avec l’immigration ou en prenant en compte les aspects économiques.

### Intégration et inégalités
Le sociologue Robert Castel a analysé le rôle historique du salariat comme matrice de l’intégration sociale, dans ce qu’il appelle « la société salariale » avec le développement massif des protections sociales qui en ont découlé durant la période de plein-emploi des Trente glorieuses. Le contexte de la crise économique dès les années 1970 et de la montée du chômage a contraint à revoir progressivement ce modèle. Plusieurs chercheurs, ont depuis ausculté le lien entre intégration et inégalités. Ils pointent vers différents facteurs contribuant de façon croissante à la désintégration sociale tels que le chômage, la précarité professionnelle, la pauvreté, les difficultés d’accès à l’emploi des jeunes, l’essoufflement de la massification scolaire ou la ségrégation urbaine. Leurs travaux ont souvent montré un cumul des inégalités : aux inégalités économiques peuvent souvent correspondre d'autres formes d'inégalités pouvant se comprendre comme une moindre intégration (réseau d'amis moins étendu, faiblesse des liens familiaux, etc.).

### Intégration et postmodernité
La notion d’intégration a également été analysée par les penseurs de la postmodernité qui ont mis en avant son caractère de fragmentation des identités et des repères. Pour Zygmunt Bauman par exemple, l’intégration sociale dans la société contemporaine (qu’il nomme « société liquide ») est assurée par le cadre référentiel de la consommation et la valorisation de la liberté de consommer.

### Politiques publiques d'intégration

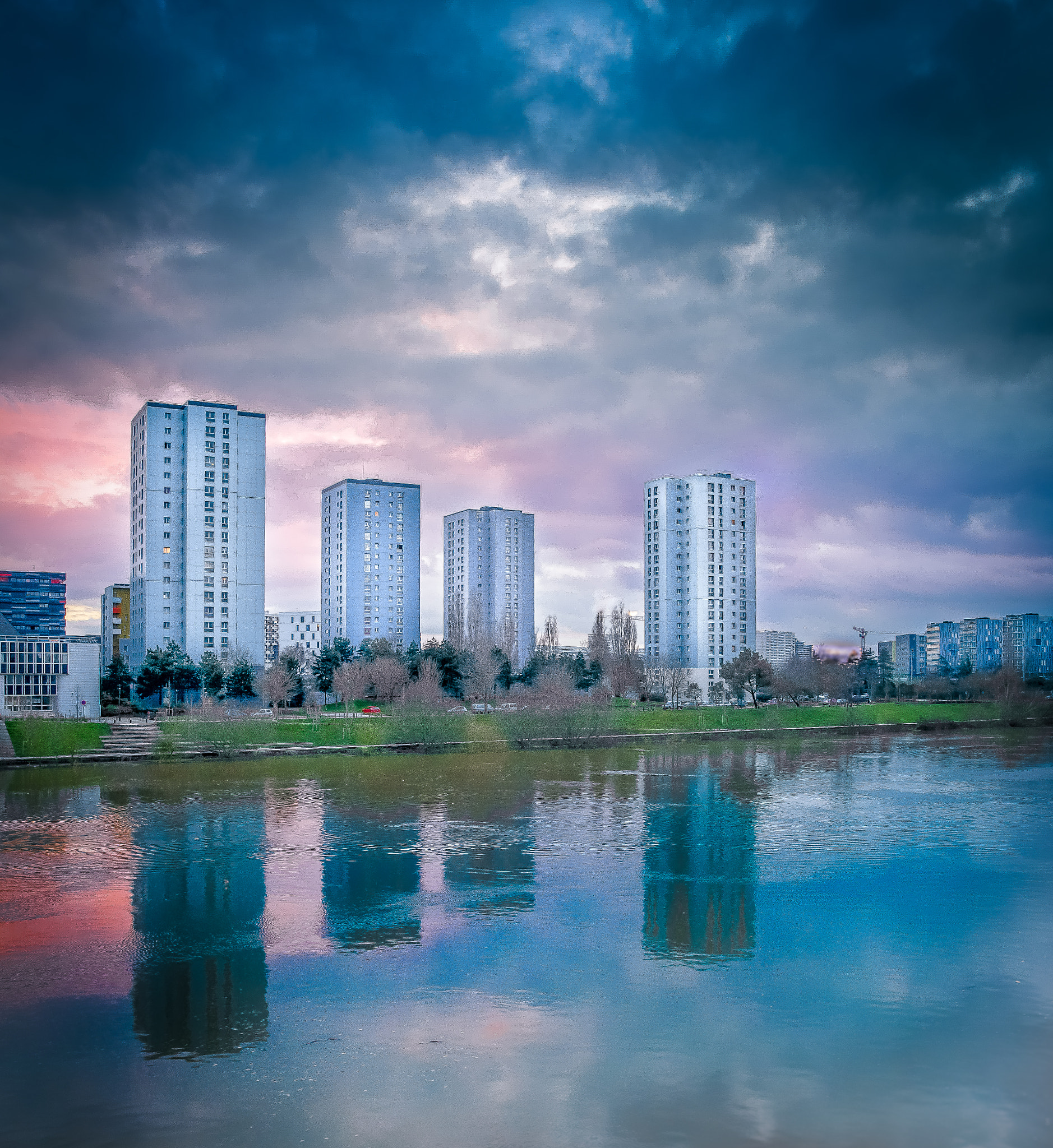
Quartier prioritaire Malakoff, à Nantes.

En France, de nombreuses politiques publiques parfois appelées politiques de cohésion sociale, de solidarité ou d’insertion ont vu le jour dans le but affiché de remédier aux inégalités potentiellement désintégratrices : par exemple la création des zones d’éducation prioritaires en 1981, l'entrée en vigueur du RMI en 1988, la création des ZUS en 1996 remplacées par le quartier prioritaire en 2015 ou la création de la HALDE en 2005.

### Intégration et travail
Dans un ouvrage de synthèse en sociologie du travail, Michel Lallement mobilise la notion durkheimienne afin d'examiner le travail comme institution intégratrice.

## Intégration et immigration
Le terme s'impose en France à la fin des années 1980 pour aborder la situation des personnes immigrées en France. Il se substitue à l'expression d’immigration sédentarisée, traduisant un déplacement de la question dans le débat public mais aussi chez les chercheurs et dans les institutions. Ainsi en 1989, le gouvernement d'Édith Cresson créé un comité interministériel à l'intégration, plaçant à sa tête un Secrétaire général à l'intégration.
L'intégration peut concerner des personnes immigrées non pourvues de la nationalité du pays d'accueil, ou des personnes qui ont acquis cette nationalité, voire sont nées avec, mais qui ne seraient pas encore pleinement insérées dans la société. Dominique Schnapper publie en 1991 un ouvrage postulant le rôle intégrateur de la nation par le biais des institutions étatiques, tout en relevant d’autres modalités d’intégration : l’activité économique et l’univers des relations familiales et sociales. Elle définit l’intégration comme les formes de participation [des populations migrantes] à la société globale par l’activité professionnelle, l’apprentissage des normes de consommation matérielle et l’adoption des comportements familiaux et culturels.

### Débats sur le modèle d'intégration
Le modèle politique français d’intégration des personnes issues de l’immigration, national et républicain, est débattu sur deux points principaux : l'assimilation et le communautarisme.

#### Intégration ou assimilation?

Les quatre formes essentielles d'acculturation : 1- Ségrégation, 2- Intégration, 3- Assimilation, 4- Marginalisation

L'intégration est souvent assimilée à un modèle social et politique de gestion des immigrés dans un pays. Ce modèle est fondé sur l'idée que les immigrés font partie, de manière provisoire ou définitive, de la communauté nationale, et possèdent donc les mêmes droits (accès au système de protection sociale, d'éducation et de santé, parfois même au droit de vote aux élections locales) et sont assujettis aux mêmes devoirs (excepté ceux étroitement liés à la nationalité, pour ceux qui n'ont pas la nationalité du pays d'accueil). Chacun accepte alors de se constituer partie d’un tout où "l’adhésion aux règles de fonctionnement et aux valeurs de la société d’accueil, et le respect de ce qui fait l’unité et l’intégrité de la communauté n’interdisent pas le maintien des différences". L'intégration est ainsi comprise comme la recherche d'un consensus entre les différentes cultures dans le cadre public.
Toutefois, ce processus d'intégration étant asymétrique en raison de l'existence des rapports de force et d'intérêt très différents selon les parties qui s'intègrent, il peut se transformer en injonction d'assimilation vis-à-vis des immigrés. Le terme d'assimilation, hérité de l'époque coloniale, désigne une adhésion totale par les immigrés aux normes de la société d’accueil, les expressions de leur identité et de leurs spécificités socioculturelles d’origine sont alors strictement limitées à la sphère privée. L'individu est alors "moulé" dans un modèle social unique.
En France, les débats sur l’interdiction des symboles religieux à l’école, en particulier du voile islamique, illustrent la tension entre les termes d’intégration et d’assimilation. Le respect de cette forme de la laïcité devenant pour les uns une condition de l’intégration et pour les autres une tentative d’assimilation.

#### Intégration versus communautarisme
Le modèle républicain français d'intégration se différencie du modèle du communautarisme, dans lequel le respect des traditions ethniques et la liberté individuelle de choisir son mode de vie et ses valeurs priment.

### Intégration culturelle et économique
Dans les faits, on distingue souvent deux types d'intégration :
- culturelle : les individus participent à la vie commune, par exemple, parlent la langue nationale… s'ils ne conservent pas des traditions propres et si la société nationale n'intègre pas elle-même des éléments culturels des immigrés, cette intégration culturelle s'approche de la notion d'assimilation.
- économique : les individus occupent un travail stable qui leur procure un revenu permettant des conditions de vie décentes.

On peut avoir une vie en communauté repliée sur elle-même culturellement mais ayant réussi son intégration économique, ou à l'inverse une communauté bien intégrée culturellement mais cantonnée à des emplois précaires et mal rémunérés, voire à une pauvreté.
Sur le plan culturel, les travaux de Dominique Schnapper ont montré une convergence, depuis plusieurs générations, du point de vue des idéaux culturels au niveau des goûts et des intérêts, entre les enfants de migrants et les enfants d’origine française ou allemande.
Le terme « intégration » est souvent utilisé à tort à propos d'enfants d'immigrés nés sur le sol national ou arrivés en bas âge. En effet, ces personnes ont été dès le départ insérées dans le tissu social, notamment par la fréquentation de l'école. Cet emploi abusif marque en général le fait que ces individus vivent dans des conditions sociales difficiles (échec scolaire, chômage), et marque un échec de la politique d'intégration puisqu'ils n'ont pas eu les mêmes chances que les enfants de citoyens « ordinaires ». Cette mise à l'écart sociale s'accompagne souvent d'un repli identitaire vers les coutumes et les valeurs culturelles des parents, alors même que souvent les individus n'ont jamais connu le pays d'origine de leurs parents. L'intégration est souvent difficile pour les personnes ne parlant pas la langue de leur pays d'accueil. 